# Escursione di Laschamp
L'escursione di Laschamp è stato un breve periodo di inversione del campo magnetico terrestre.

## Descrizione
Tale escursione ebbe luogo 41.400 (±2.000) anni fa, ossia nel Pleistocene superiore, durante l'ultima era glaciale e la prova della sua esistenza si ebbe solo alla fine degli anni 1960 quando, grazie a studi magnetostratigrafici effettuati sui flussi di lava di Laschamp, un villaggio nel distretto francese di Clermont-Ferrand, furono rilevate in essi le prove di un'inversione geomagnetica in quell'epoca. Da allora, evidenze di tale escursione magnetica furono ritrovate negli archivi geologici (rocce vulcaniche, carote di sedimenti marini, carote di ghiaccio polari) di diverse parti del pianeta.
L'inversione del campo magnetico durò circa 440 anni, con una transizione a partire dal campo normale che ne richiese circa 250. L'intensità del campo invertito era inferiore del 75% rispetto a quella del campo normale, mentre nella fase di transizione era scesa addirittura ad un valore pari a soltanto il 5% dell'intensità attuale. Ciò causò l'esposizione della Terra ad una grande quantità di radiazioni, con il conseguente aumento di produzione di radionuclidi cosmogenici, come il berillio-10 e il carbonio-14,. Secondo una ricerca del 2019 l'escursione avrebbe portato alla scomparsa di diverse specie di mammiferi, compreso l'Homo neanderthalensis.
Dato il fatto che la sua durata fu inferiore ai 30.000 anni, questo periodo è definito come escursione geomagnetica, talvolta però in letteratura si preferisce chiamarlo evento in quanto, al contrario di quanto accade generalmente nelle escursioni, esso interessò l'intero globo terrestre (come detto, la diminuzione di intensità del campo magnetico è stata osservata in archivi geologici in diverse parti del globo) ed inoltre perché, mentre nelle escursioni la variazione dell'orientamento dei poli è al massimo di 45 gradi, nel caso dell'evento di Laschamp ci fu un'inversione quasi completa. L'escursione di Laschamp può in effetti essere considerata come una della poche escursioni veramente globali conosciute.

## Localizzazione
L'area archeologica di Kostënki–Borščëvo è un rilevante complesso archeologico, che si trova vicino al villaggio russo di Kostënki, situato sulla sponda occidentale del fiume Don, che ha dato alla luce un'elevata concentrazione di reperti relativi a culture di esseri umani moderni (Homo sapiens), dall'inizio dell'epoca del paleolitico superiore. La sequenza stratigrafica di Kostënki–14 ha dato evidenza della presenza di due marcatori stratigrafici esterni: uno strato di cenere vulcanica, attribuito all'eruzione dell'ignimbrite campana (CI), e l'escursione paleomagnetica di Laschamp.